# Eilicrinia trinotata
Eilicrinia trinotata är en fjärilsart som beskrevs av Metzner 1845. Eilicrinia trinotata ingår i släktet Eilicrinia och familjen mätare. Inga underarter finns listade i Catalogue of Life.